# Adílson
Adílson Luíz Anastácio, mieux connu sous le nom d'Adílson (né le 10 janvier 1959 au Brésil), est un joueur de football brésilien.

## Palmarès

### Club
- Championnat du Japon :
  - Meilleur buteur - 1988/89